# 蔡长年
蔡长年（1916年—1994年），男，原籍浙江德清，生于江苏扬州，中国电子学家、教育家，曾任北京邮电学院副院长、教授、博士生导师。